# قائمة قرارات مجلس الأمن التابع للأمم المتحدة من 1201 إلى 1300
هذه قائمة قرارات مجلس أمن الأمم المتحدة رقم 1201 إلى 1300 المعتمدة في الفترة بين 15 أكتوبر 1998 و31 مايو 2000.

## القائمة
| القرارات | التاريخ        | التصويت                                                     | الاهتمامات |
| -------- | -------------- | ----------------------------------------------------------- | --- |
| 1201     | 15 أكتوبر 1998 | 15-0-0                                                      | توسيع ولاية بعثة الأمم المتحدة في جمهورية أفريقيا الوسطى                                                                              |
| 1202     | 15 أكتوبر 1998 | 15-0-0                                                      | تمديد ولاية بعثة مراقبي الأمم المتحدة في أنغولا                                                                                       |
| 1203     | 24 أكتوبر 1998 | 13–0–2 (ممتنعون: الصين، روسيا)                              | الامتثال بقرار مجلس الأمن 1199 في كوسوفو                                                                                              |
| 1204     | 30 أكتوبر 1998 | 15-0-0                                                      | تمديد ولاية بعثة الأمم المتحدة للاستفتاء في الصحراء الغربية                                                                           |
| 1205     | 5 نوفمبر 1998  | 15-0-0                                                      | إدانة العراق والمطالبة بالامتثال للقرارات السابقة المتعلقة ببرنامج الأسلحة                                                            |
| 1206     | 12 نوفمبر 1998 | 15-0-0                                                      | تمديد ولاية بعثة مراقبي الأمم المتحدة في طاجيكستان                                                                                    |
| 1207     | 17 نوفمبر 1998 | 14–0–1 (الممتنعون: الصين)                                   | إخفاق جمهورية يوغوسلافيا الاتحادية (صربيا والجبل الأسود) في تنفيذ أوامر القبض الصادرة عن المحكمة الجنائية الدولية ليوغوسلافيا السابقة |
| 1208     | 19 نوفمبر 1998 | 15-0-0                                                      | الوضع الإنساني ومخيمات اللاجئين في أفريقيا                                                                                            |
| 1209     | 19 نوفمبر 1998 | 15-0-0                                                      | تدفق الأسلحة غير المشروعة إلى أفريقيا وداخلها                                                                                         |
| 1210     | 24 نوفمبر 1998 | 15-0-0                                                      | إمداد العراق برنامج النفط مقابل الغذاء                                                                                                |
| 1211     | 25 نوفمبر 1998 | 15-0-0                                                      | تمدد ولاية قوة الأمم المتحدة لمراقبة فض الاشتباك                                                                                      |
| 1212     | 25 نوفمبر 1998 | 13–0–2 (ممتنعون: الصين، روسيا)                              | تمدد ولاية بعثة الشرطة المدنية التابعة للأمم المتحدة في هايتي                                                                         |
| 1213     | 3 ديسمبر 1998  | 15-0-0                                                      | تمدد ولاية بعثة مراقبي الأمم المتحدة في أنغولا للوقت النهائي                                                                          |
| 1214     | 8 ديسمبر 1998  | 15-0-0                                                      | الحرب الأهلية في أفغانستان (1996-2001)                                                                                                |
| 1215     | 17 ديسمبر 1998 | 15-0-0                                                      | تمديد ولاية بعثة الأمم المتحدة للاستفتاء في الصحراء الغربية                                                                           |
| 1216     | 21 ديسمبر 1998 | 15-0-0                                                      | غينيا وبيساو الحرب الأهلية |
| 1217     | 22 ديسمبر 1998 | 15-0-0                                                      | تمديد ولاية قوة الأمم المتحدة لحفظ السلام في قبرص                                                                                     |
| 1218     | 22 ديسمبر 1998 | 15-0-0                                                      | التقدم نحو تسوية النزاع القبرصي |
| 1219     | 31 ديسمبر 1998 | 15-0-0                                                      | حادث تحطم طائرة تابعة للأمم المتحدة رقم 806 واختفاء طائرات أخرى فوق أراضي يونيتا في أنجولا                                            |
| 1220     | 12 يناير 1999  | 15-0-0                                                      | تمديد ولاية بعثة مراقبي الأمم المتحدة في سيراليون                                                                                     |
| 1221     | 12 يناير 1999  | 15-0-0                                                      | هبوط طائرتين تابعتين للأمم المتحدة واختفاء طائرات أخرى فوق أراضي يونيتا في أنغولا                                                     |
| 1222     | 15 يناير 1999  | 15-0-0                                                      | تمدد ولاية بعثة مراقبي الأمم المتحدة في بريفلاكا                                                                                      |
| 1223     | 28 يناير 1999  | 15-0-0                                                      | تمدد ولاية قوة الأمم المتحدة المؤقتة في لبنان                                                                                         |
| 1224     | 28 يناير 1999  | 15-0-0                                                      | تمديد ولاية بعثة الأمم المتحدة للاستفتاء في الصحراء الغربية                                                                           |
| 1225     | 28 يناير 1999  | 15-0-0                                                      | تمديد ولاية بعثة مراقبي الأمم المتحدة في جورجيا                                                                                       |
| 1226     | 29 يناير 1999  | 15-0-0                                                      | حقّ إريتريا على قبول التسوية في الحرب الإريترية الأثيوبية                                                                              |
| 1227     | 10 فبراير 1999 | 15-0-0                                                      | المطالب تنتهي بحرب الاريترية الاثيوبية                                                                                                |
| 1228     | 11 فبراير 1999 | 15-0-0                                                      | تمديد ولاية بعثة الأمم المتحدة للاستفتاء في الصحراء الغربية                                                                           |
| 1229     | 26 فبراير 1999 | 15-0-0                                                      | انتهاء ولاية بعثة مراقبي الأمم المتحدة في أنغولا                                                                                      |
| 1230     | 26 فبراير 1999 | 15-0-0                                                      | تمدد ولاية بعثة الأمم المتحدة في جمهورية أفريقيا الوسطى                                                                               |
| 1231     | 11 مارس 1999   | 15-0-0                                                      | تمديد ولاية بعثة مراقبي الأمم المتحدة في سيراليون                                                                                     |
| 1232     | 30 مارس 1999   | 15-0-0                                                      | تمديد ولاية بعثة الأمم المتحدة للاستفتاء في الصحراء الغربية                                                                           |
| 1233     | 6 أبريل 1999   | 15-0-0                                                      | إنشاء مكتب الأمم المتحدة لدعم بناء السلام في غينيا - بيساو؛ تنفيذ اتفاق أبوجا                                                         |
| 1234     | 9 أبريل 1999   | 15-0-0                                                      | حرب الكونغو الثانية في جمهورية الكونغو الديمقراطية                                                                                    |
| 1235     | 30 أبريل 1999  | 15-0-0                                                      | تمديد ولاية بعثة الأمم المتحدة للاستفتاء في الصحراء الغربية                                                                           |
| 1236     | 7 مايو 1999    | 15-0-0                                                      | الترحيب باتفاق بين البرتغال و إندونيسيا بشأن مستقبل تيمور الشرقية                                                                     |
| 1237     | 7 مايو 1999    | 15-0-0                                                      | وضع التحقيق في انتهاكات العقوبات المفروضة على يونيتا في أنغولا                                                                        |
| 1238     | 14 مايو 1999   | 15-0-0                                                      | تمديد ولاية بعثة الأمم المتحدة للاستفتاء في الصحراء الغربية                                                                           |
| 1239     | 14 مايو 1999   | 13–0–2 (ممتنعون: الصين، روسيا)                              | دعاوى وصول موظفي الأمم المتحدة والعاملين في المجال الإنساني إلى النازحين في كوسوفو و الجبل الأسود                                     |
| 1240     | 15 مايو 1999   | 15-0-0                                                      | تمديد ولاية بعثة مراقبي الأمم المتحدة في طاجيكستان                                                                                    |
| 1241     | 19 مايو 1999   | 15-0-0                                                      | الانتهاء من القضايا في المحكمة الجنائية الدولية لرواندا من قبل القضاة الذين تنتهي مدة ولايتهم                                         |
| 1242     | 21 مايو 1999   | 15-0-0                                                      | امداد العراق برنامج النفط مقابل الغذاء                                                                                                |
| 1243     | 27 مايو 1999   | 15-0-0                                                      | تمدد ولاية قوة الأمم المتحدة لمراقبة فض الاشتباك                                                                                      |
| 1244     | 10 يونيو 1999  | 14–0–1 (الممتنعون: الصين)                                   | تأسيس بعثة الأمم المتحدة للإدارة المؤقتة في كوسوفو                                                                                    |
| 1245     | 11 يونيو 1999  | 15-0-0                                                      | تمديد ولاية بعثة مراقبي الأمم المتحدة في سيراليون                                                                                     |
| 1246     | 11 يونيو 1999  | 15-0-0                                                      | تأسيس بعثة الأمم المتحدة في تيمور الشرقية                                                                                             |
| 1247     | 18 حزيران 1999 | 15-0-0                                                      | تمدد ولاية بعثة الأمم المتحدة في البوسنة والهرسك وقوة تثبيت الاستقرار                                                                 |
| 1248     | 25 يونيو 1999  | تم اعتماده بدون تصويت                                       | قبول كيريباس لدى الأمم المتحدة |
| 1249     | 25 يونيو 1999  | 14–0–1 (الممتنعون: الصين)                                   | قبول ناورو للأمم المتحدة |
| 1250     | 29 يونيو 1999  | 15-0-0                                                      | مفاوضات لتسوية النزاع القبرصي من الأمين العام                                                                                         |
| 1251     | 29 يونيو 1999  | 15-0-0                                                      | تمديد ولاية قوة الأمم المتحدة لحفظ السلام في قبرص                                                                                     |
| 1252     | 15 يوليو 1999  | 15-0-0                                                      | تمدد ولاية بعثة مراقبي الأمم المتحدة في بريفلاكا                                                                                      |
| 1253     | 28 يوليو 1999  | تم اعتماده بدون تصويت                                       | قبول تونغا لدى الأمم المتحدة |
| 1254     | 30 يوليو 1999  | 15-0-0                                                      | تمدد ولاية قوة الأمم المتحدة المؤقتة في لبنان                                                                                         |
| 1255     | 30 يوليو 1999  | 15-0-0                                                      | تمدد ولاية بعثة مراقبي الأمم المتحدة في جورجيا؛ الوضع في أبخازيا                                                                      |
| 1256     | 3 أغسطس 1999   | 15-0-0                                                      | تعيين ولفجانج بيتريتش الممثل الأعلى للبوسنة والهرسك                                                                                   |
| 1257     | 3 أغسطس 1999   | 15-0-0                                                      | تمديد ولاية بعثة الأمم المتحدة في تيمور الشرقية                                                                                       |
| 1258     | 6 أغسطس 1999   | 15-0-0                                                      | نشو موظفو اتصال عسكريون في جمهورية الكونغو الديمقراطية                                                                                |
| 1259     | 11 أغسطس 1999  | 15-0-0                                                      | تعيين كارلا ديل بونتي المدعي العام في المحكمة الجنائية الدولية ليوغوسلافيا السابقة و رواندا                                           |
| 1260     | 20 أغسطس 1999  | 15-0-0                                                      | تقوية وتوسيع بعثة مراقبي الأمم المتحدة في سيراليون                                                                                    |
| 1261     | 25 أغسطس 1999  | 15-0-0                                                      | الأطفال في النزاعات المسلحة |
| 1262     | 27 أغسطس 1999  | 15-0-0                                                      | تمديد ولاية بعثة الأمم المتحدة في تيمور الشرقية                                                                                       |
| 1263     | 13 سبتمبر 1999 | 15-0-0                                                      | تمديد ولاية بعثة الأمم المتحدة للاستفتاء في الصحراء الغربية                                                                           |
| 1264     | 15 سبتمبر 1999 | 15-0-0                                                      | تأسيس القوة الدولية لتيمور الشرقية |
| 1265     | 17 سبتمبر 1999 | 15-0-0                                                      | حماية المدنيين في النزاعات المسلحة |
| 1266     | 4 أكتوبر 1999  | 15-0-0                                                      | الأدن باستيراد النفط العراقي أو المنتجات البترولية بمبلغ يصل إلى 3.04 مليار دولار أمريكي                                              |
| 1267     | 15 أكتوبر 1999 | 15-0-0                                                      | العقوبات ضد طالبان، القاعدة وأسامة بن لادن                                                                                            |
| 1268     | 15 أكتوبر 1999 | 15-0-0                                                      | تأسيس مكتب الأمم المتحدة في أنغولا |
| 1269     | 19 أكتوبر 1999 | 15-0-0                                                      | التعاون الدولي بخصوص الإرهاب |
| 1270     | 22 أكتوبر 1999 | 15-0-0                                                      | تأسيس بعثة الأمم المتحدة في سيراليون                                                                                                  |
| 1271     | 22 أكتوبر 1999 | 15-0-0                                                      | تمديد ولاية بعثة الأمم المتحدة في جمهورية أفريقيا الوسطى                                                                              |
| 1272     | 25 أكتوبر 1999 | 15-0-0                                                      | إنشاء إدارة الأمم المتحدة الانتقالية في تيمور الشرقية                                                                                 |
| 1273     | 5 نوفمبر 1999  | 15-0-0                                                      | تمدد ولاية موظفي الاتصال العسكريين في جمهورية الكونغو الديمقراطية                                                                     |
| 1274     | 12 نوفمبر 1999 | 15-0-0                                                      | تمديد ولاية بعثة مراقبي الأمم المتحدة في طاجيكستان                                                                                    |
| 1275     | 19 نوفمبر 1999 | 15-0-0                                                      | امداد العراق برنامج النفط مقابل الغذاء                                                                                                |
| 1276     | 24 نوفمبر 1999 | 15-0-0                                                      | تمدد ولاية قوة الأمم المتحدة لمراقبة فض الاشتباك                                                                                      |
| 1277     | 30 نوفمبر 1999 | 14–0–1 (امتناع: روسيا)                                      | تمدد ولاية بعثة الشرطة المدنية التابعة للأمم المتحدة في هايتي؛ انتقال                                                                 |
| 1278     | 30 نوفمبر 1999 | تم تبنيها بدون تصويت                                        | الشواغر والانتخابات في محكمة العدل الدولية                                                                                            |
| 1279     | 30 نوفمبر 1999 | 15-0-0                                                      | تأسيس بعثة الأمم المتحدة في جمهورية الكونغو الديمقراطية                                                                               |
| 1280     | 3 ديسمبر 1999  | 11–0–3 (الممتنعون: الصين، ماليزيا، روسيا؛ فرنسا لم تشارك)   | امداد العراق برنامج النفط مقابل الغذاء                                                                                                |
| 1281     | 10 ديسمبر 1999 | 15-0-0                                                      | يمتد العراق برنامج النفط مقابل الغذاء                                                                                                 |
| 1282     | 14 ديسمبر 1999 | 14–0–1 (امتناع: ناميبيا)                                    | تمديد ولاية بعثة الأمم المتحدة للاستفتاء في الصحراء الغربية                                                                           |
| 1283     | 15 ديسمبر 1999 | 15-0-0                                                      | تمديد ولاية قوة الأمم المتحدة لحفظ السلام في قبرص                                                                                     |
| 1284     | 17 ديسمبر 1999 | 11–0–4 (الممتنعون عن التصويت: الصين وفرنسا وماليزيا وروسيا) | إنشاء هيئة الأمم المتحدة للرصد والتحقق والتفتيش                                                                                       |
| 1285     | 13 يناير 2000  | 15-0-0                                                      | تمدد ولاية بعثة مراقبي الأمم المتحدة في بريفلاكا                                                                                      |
| 1286     | 19 يناير 2000  | 15-0-0                                                      | حرب بوروندي الأهلية |
| 1287     | 31 يناير 2000  | 15-0-0                                                      | تمديد ولاية بعثة مراقبي الأمم المتحدة في جورجيا                                                                                       |
| 1288     | 31 يناير 2000  | 15-0-0                                                      | تمدد ولاية قوة الأمم المتحدة المؤقتة في لبنان                                                                                         |
| 1289     | 7 فبراير 2000  | 15-0-0                                                      | تمديد وتوسيع ولاية بعثة الأمم المتحدة في سيراليون                                                                                     |
| 1290     | 17 فبراير 2000 | 14–0–1 (الممتنعون: الصين)                                   | قبول توفالو لدى الأمم المتحدة |
| 1291     | 24 فبراير 2000 | 15-0-0                                                      | تمديد وتوسيع ولاية بعثة الأمم المتحدة في جمهورية الكونغو الديمقراطية                                                                  |
| 1292     | 29 فبراير 2000 | 15-0-0                                                      | تمديد ولاية بعثة الأمم المتحدة للاستفتاء في الصحراء الغربية                                                                           |
| 1293     | 31 مارس 2000   | 15-0-0                                                      | مضاعفات مبلغ قد ينفقه العراق على قطع الغيار والمعدات النفطية                                                                          |
| 1294     | 13 أبريل 2000  | 15-0-0                                                      | تمدد ولاية مكتب الأمم المتحدة في أنغولا                                                                                               |
| 1295     | 18 أبريل 2000  | 15-0-0                                                      | إعادة تأكيد القرار 864 وجميع القرارات اللاحقة المتعلقة بأنغولا                                                                        |
| 1296     | 19 أبريل 2000  | 15-0-0                                                      | حماية المدنيين في النزاعات المسلحة |
| 1297     | 12 مايو 2000   | 15-0-0                                                      | المطالبة بإنهاء بحرب إريتريا وإثيوبية                                                                                                 |
| 1298     | 17 مايو 2000   | 15-0-0                                                      | فرض حظر توريد الأسلحة على إريتريا وإثيوبيا                                                                                            |
| 1299     | 19 مايو 2000   | 15-0-0                                                      | توسيع العنصر العسكري في بعثة الأمم المتحدة في سيراليون                                                                                |
| 1300     | 31 مايو 2000   | 15-0-0                                                      | تمدد ولاية قوة الأمم المتحدة لمراقبة فض الاشتباك                                                                                      |